# Eva Birnerová
Eva Birnerová (* 14. srpna 1984 Duchcov) je bývalá česká profesionální tenistka. Na okruhu WTA vyhrála tři turnaje ve čtyřhře. Je dcerou bývalého československého tenisty Stanislava Birnera a sestrou české profesionální tenistky Hany Birnerové.

## Kariéra
Od října 2005 ji trénoval kouč Tim Sommer, mírně preferovala trávu. Tenis začala hrát ve věku čtyř let pod vedením svého otce.
V roce 2002 vyhrála Mistrovství Evropy do 18 let a v roce 2006 získala svůj první titul na okruhu WTA ve čtyřhře na turnaji ve Stockholmu, společně se slovenskou hráčkou Jarmilou Gajdošovou.
Postoupila do 3. kola Australian Open 2007, kde podlehla obhájkyni titulu Amélii Mauresmové ve dvou setech.
V roce 2013 se probojovala z kvalifikace do hlavní soutěže Wimbledonu, kde se dostala do 3. kola. Na cestě do 3. kola porazila 26. nasazenou hráčku Varvaru Lepchenko 6:2, 4:6, 6:4; Lesyu Tsurenko 6:3, 6:4; ve třetím kole podlehla nadějné portorické tenistce Mónice Puig 6:4, 3:6, 4:6.

## Finálové účasti na turnajích WTA
| Legenda: před 2009      | Legenda: od 2009             |
| ----------------------- | ---------------------------- |
| Grand Slam (0/0)        |                              |
| Olympijské hry (0/0)    |                              |
| WTA Championships (0/0) |                              |
| Tier I (0/0)            | Premier Mandatory (0/0)      |
| Tier II (0/0)           | Premier 5 (0/0)              |
| Tier III (0/0)          | Premier (0/0)                |
| Tier IV & V (1/2 Č)     | International (0/1 D; 2/0 Č) |

### Dvouhra: 1 (0-1)

#### Finalistka (1)
| Č. | Datum         | Turnaj  | Povrch | Vítězka          | Výsledek |
| -- | ------------- | ------- | ------ | ---------------- | -------- |
| 1. | 17. září 2011 | Taškent | tvrdý  | Xenija Pervaková | 6-3, 6-1 |

### Čtyřhra: 5 (3–2)

#### Vítězka (3)
| Č. | Datum             | Turnaj      | Povrch | Partnerka          | Finalistky                          | Výsledek          |
| 1. | 8. srpen 2006     | Stockholm   | tvrdý  | Jarmila Gajdošová  | Čeng Ťie C'Jenová                   | 0-6 6-4 6-2       |
| 2. | 17. července 2011 | Bad Gastein | antuka | Lucie Hradecká     | Julia Görgesová Jarmila Gajdošová   | 4–6, 6–2, [12–10] |
| 3. | 18. února 2012    | Bogota      | antuka | Alexandra Panovová | [Mandy Minellová Stefanie Vögeleová | 6-2, 6–2          |

#### Finalistka (2)
| Č. | Datum         | Turnaj              | Povrch | Partnerka         | Vítězky                              | Výsledek |
| 1. | 8. dubna 2005 | Stockholm, Švédsko  | tvrdý  | Mara Santangelová | Katarina Srebotniková Émilie Loitová | 6-4 6-3  |
| 2. | 24. září 2006 | Portorož, Slovinsko | tvrdý  | Émilie Loitová    | Renata Voráčová Lucie Hradecká       | bez boje |

## Finálové účasti na turnajích okruhu ITF
| $100,000 tournaments |
| $75,000 tournaments  |
| $50,000 tournaments  |
| $25,000 tournaments  |
| $10,000 tournaments  |

### Vítězka
| Stav    | Č. | Datum             | Turnaj      | Povrch | Soupeřka           | Výsledek      |
| Vítězka | 1. | 2. březen 2002    | Nové Dillí  | tvrdý  | Pcheng Šuaj        | 6:4, 7:5      |
| Vítězka | 2. | 22. červen 2002   | Lenzerheide | tvrdý  | Chanelle Scheepers | 7:5, 6:4      |
| Vítězka | 3. | 12. duben 2003    | Dinan       | antuka | Zuzana Ondrášková  | 1:6, 6:2, 6:3 |
| Vítězka | 4. | 12. červenec 2003 | Vittel      | antuka | Tatiana Poutchek   | 6:4, 6:4      |
| Vítězka | 5. | 22. listopad 2003 | Deauville   | hala   | Camille Pin        | 6:4, 6:3      |
| Vítězka | 6. | 5. únor 2006      | Ortisei     | hala   | Marta Domachowská  | 4:6, 7:5, 6:2 |
| Vítězka | 7. | 25. září 2010     | Shrewsbury  | hala   | Anne Kremer        | 7:6, 3:6, 6:0 |

### Finalistka
| Stav       | Č. | Datum             | Turnaj      | Povrch | Vítězka           | Výsledek       |
| Finalistka | 1. | 12. září 2010     | Katowice    | antuka | Magda Linette     | 6:3, 2:6, 2:6  |
| Finalistka | 2. | 31. červenec 2011 | Olomouc     | antuka | Nastassya Burnett | 1:6, 3:6       |
| Finalistka | 3. | 28. říjen 2012    | Ismaning    | hala   | Annika Beck       | 3:6, 6:7       |
| Finalistka | 3. | 10. listopad 2013 | Istanbul 16 | hala   | Ksenia Pervak     | 4:6, 6(6):7(8) |

## Postavení na žebříčku WTA na konci sezóny

### Dvouhra
| Rok    | 2000 | 2001   | 2002   | 2003   | 2004   | 2005   | 2006  | 2007   | 2008   | 2009   | 2010   | 2011   |
| Pořadí | 780. | ▲ 372. | ▲ 215. | ▲ 110. | ▼ 139. | ▲ 116. | ▲ 80. | ▼ 160. | ▼ 699. | ▲ 262. | ▲ 148. | ▲ 101. |

### Čtyřhra
| Rok    | 2011 |
| Pořadí | 74.  |